# ウルイニムギナ
ウルイニムギナ（Uruinimgina）または ウルカギナ（Urukagina）は、古代メソポタミア、シュメール初期王朝時代のラガシュ第1王朝最後の王。「改革」を行ったことについての碑文や人類最古の徴兵記録、ウンマ王ルガルザゲシによるラガシュ征服についての説話など多くの史料が残されていることで重要な王である。

## 呼称
近年ではウルイニムギナと記す物が増加しつつあるが、ウルカギナ表記を採用している書籍も非常に多い。司令官時代にはウルカという名であったらしいことが、前王ルガルアンダ時代の妻への俸給リストから確認される。

## 来歴
ウルイニムギナは元々ラガシュ王国の軍司令官（ガルン）であった。
具体的な経緯は明らかとなっていないが、ウルイニムギナはルガルアンダを倒して王位を簒奪し、諸々の「改革」を実行した。この改革は弱者救済や役人の腐敗の一掃を行ったことが強調され、現代でも注目される。ただしウルイニムギナの王位簒奪とその後の行政改革は基本的には本来あるべき秩序を回復するための復古的傾向が強いものであったと考えられている。
またこの時期に改革が行われた最大の理由は長年に渡って敵対を続けていた隣国ウンマ（ラガシュとウンマの対立についてはラガシュ、及びウンマの記事を参照）のルガルザゲシ王が勢力を拡大していたことに対応し、王権の強化と防衛体制を整える必要に迫られたからであるといわれている。この改革に際して王妃シャシャの出身地であるパルシラ地区との結びつきが強められ、ウルイニムギナはそこから兵力の調達などを行っている。
だが、こうした「改革」の努力も空しくウルイニムギナの治世第5年目にはルガルザゲシ率いるウンマ軍の侵攻を受け、第7年目にラガシュは征服されてしまう。ウンマによるラガシュ征服について記された碑文（ラガシュ側によって書かれた）が残されており、ウンマによってラガシュが略奪され破壊された様子を恨みを込めた文章によって記録している。
その後ウルイニムギナがどうなったのかはわかっていない。ラガシュ陥落時に戦死したとも、脱出してサルゴンと結んだとも言われる。

## ウルイニムギナの残した史料
ウルイニムギナが改革を行ったことを述べる碑文はシュメール初期王朝時代の文書の中でも最も有名なものの1つである。とりわけ注目されるのは、役人の腐敗を糾弾し重税を批判し、強者による弱者の搾取を批判した一文であり、これは現在まで知られている中で弱者救済や貧富の格差といった概念が文書に記された最も古い例の1つである。
軍事史的な面からもウルイニムギナの残した文書は大きな意味を持つ。ウルイニムギナの治世第6年に、隣接する都市国家ウンマとの戦争に際して167人の青年を徴兵し、8つの分隊に分けてそれぞれ小隊長を置いたことが記録されている。これは現存する最古級の徴兵記録であり、古代メソポタミアの軍事を考える上で重要な意味を持つ。